# عصر صنعتی

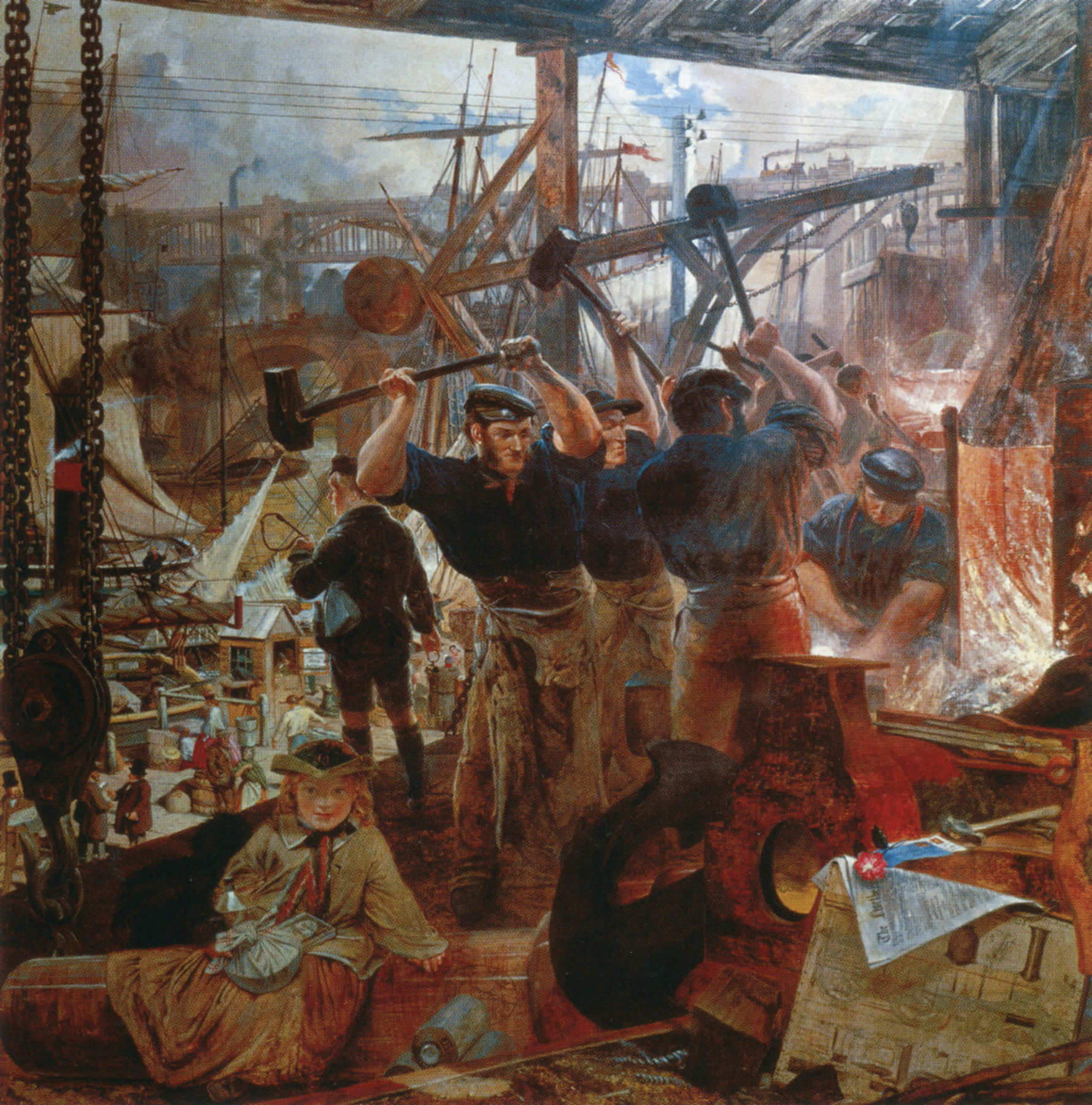
کتاب «آهن و زغال سنگ، ۱۸۵۵-۱۸۶۰» نوشته ویلیام بل اسکات، ظهور زغال سنگ و آهن در انقلاب صنعتی و پروژه‌های مهندسی سنگینی را که این صنایع ممکن ساختند، به تصویر می‌کشد.

عصر صنعتی (انگلیسی: Industrial Age) دوره‌ای از تاریخ انسان است که شامل تغییرات در سازمان اقتصادی و اجتماعی است که از حدود سال ۱۷۶۰ در پادشاهی بریتانیای کبیر و بعدها در سایر کشورها آغاز شد و عمدتاً با جایگزینی ابزارهای دستی با ماشین‌های برقی مانند دستگاه بافندگی برقی و موتور بخار و تمرکز صنعت در مؤسسات بزرگ مشخص می‌شود.
در حالی که عموماً اعتقاد بر این است که عصر صنعتی در اواخر قرن بیستم توسط عصر اطلاعات جایگزین شده است، دیدگاهی که از زمان انقلاب‌های ۱۹۸۹ رایج شده است، بخش عمده‌ای از اقتصاد جهان سوم هنوز مبتنی بر تولید صنعتی است، اگرچه تلفن‌های همراه اکنون حتی در فقیرترین کشورها نیز رایج هستند و دسترسی به شبکه‌های اطلاعاتی جهانی را امکان‌پذیر می‌کنند. اگرچه بسیاری از کشورهای در حال توسعه عمدتاً صنعتی باقی مانده‌اند، اما عصر اطلاعات به طور فزاینده‌ای در حال ظهور است.

## ریشه‌ها
تغییرات عظیم در روش‌های کشاورزی، انقلاب صنعتی را ممکن ساخت. این انقلاب کشاورزی با تغییراتی در کشاورزی در هلند آغاز شد که بعدها توسط بریتانیایی‌ها توسعه یافت.
عصر صنعتی در اواسط قرن هجدهم در بریتانیای کبیر آغاز شد و با استخراج زغال سنگ از مکان‌هایی مانند ولز و کانتی دورام تقویت شد.
انقلاب صنعتی در بریتانیای کبیر آغاز شد زیرا عوامل تولید، زمین (تمام منابع طبیعی)، سرمایه و نیروی کار را در اختیار داشت. بریتانیا بنادر زیادی داشت که تجارت را ممکن می‌ساخت، بریتانیا به سرمایه مانند کالا و پول، به عنوان مثال، ابزار، ماشین‌آلات، تجهیزات و موجودی کالا دسترسی داشت. در نهایت، بریتانیا نیروی کار فراوان یا در این مورد کارگران صنعتی فراوانی داشت. شرایط بسیار دیگری وجود دارد که نشان می‌دهد چرا انقلاب صنعتی در بریتانیای کبیر آغاز شد. جزایر بریتانیا و مستعمرات آن در خارج از کشور، بازارهای عظیمی را تشکیل می‌دادند که تقاضای زیادی برای کالاهای بریتانیایی ایجاد می‌کردند. بریتانیا همچنین به دلیل نیروی دریایی عظیم و کشتی‌های تجاری خود، یکی از بزرگترین حوزه‌های نفوذ را داشت. نگرانی دولت بریتانیا برای منافع تجاری نیز مهم بود. موتور بخار امکان استفاده از قایق‌های بخار و لوکوموتیوها را فراهم کرد که حمل و نقل را بسیار سریع‌تر کرد.  انقلاب صنعتی تا اواسط قرن نوزدهم به اروپای قاره‌ای و آمریکای شمالی گسترش یافته بود و از آن زمان به بعد در بیشتر نقاط جهان گسترش یافته است.

## صنعت نساجی
صنعت پنبه اولین صنعتی بود که وارد مکانیزاسیون، یعنی استفاده از ماشین‌آلات اتوماتیک برای افزایش تولید، شد. سیستم خانگی در نتیجه زمانی که مشاغل شروع به واردات پنبه خام کردند و از ریسندگان و بافندگان برای تبدیل آن به پارچه از خانه خود استفاده کردند، جوانه زد. جیمز هارگریوز دستگاه ریسندگی را اختراع کرد که می‌توانست هشت برابر یک چرخ ریسندگی، نخ تولید کند و ریچارد آرکرایت آن را با نیروی آب به حرکت درآورد. بعدها آرکرایت یک کارخانه ریسندگی افتتاح کرد که آغاز سیستم کارخانه‌ای بود. در سال ۱۷۸۵، ادموند کارترایت دستگاه بافندگی را اختراع کرد که با نیروی آب کار می‌کرد.

## موتورهای بخار
در سال ۱۷۱۲، توماس نیوکامن اولین موتور بخار موفق را تولید کرد و در سال ۱۷۶۹، جیمز وات موتور بخار مدرن را به ثبت رساند. در نتیجه، بخار جایگزین آب به عنوان منبع اصلی انرژی در صنعت شد.
موتور بخار امکان استفاده از قایق‌های بخار و لوکوموتیوها را فراهم کرد که حمل و نقل را بسیار سریع‌تر کردند. تا اواسط قرن نوزدهم، انقلاب صنعتی به اروپای قاره‌ای و آمریکای شمالی گسترش یافته بود و از آن زمان به بعد، به بیشتر نقاط جهان گسترش یافته است.
عصر صنعتی با تولید انبوه، پخش رادیو و تلویزیون، ظهور دولت-ملت، قدرت، پزشکی مدرن و آب لوله‌کشی تعریف می‌شود. کیفیت زندگی انسان در طول عصر صنعتی به طرز چشمگیری افزایش یافته است. امید به زندگی امروزه در سراسر جهان بیش از دو برابر زمانی است که انقلاب صنعتی آغاز شد.